# عبد الأمير معلة
عبد الأمير حميد خضر معلّة (1942 - 1997) شاعر وكاتب عراقي. ولد في النجف في العراق. مجاز في الأدب. عمل في حقل التدريس مدّة، ثمّ اتجه إلى العمل الإعلامي فشغل عدداً من المهام الصحفيّة والإعلامية. ثم رأس اتحاد الأدباء في العراق ومدير العام لمؤسسة السينما والمسرح ووكيل وزارة الإعلام ثم متفرّغ للعمل في ديوان رئاسة الجمهورية . اشتهر بكتابة رواية الايام الطويلة التي كتب فيها تاريخ حياة صدام حسين باسماء مستعارة، وقد تم تصوير الرواية لاحقاً كفيلم. من دواوينه الشعرية السيف والرقبة 1971 وأين ورد الصباح 1975 وحبّات البرد 1993 وعزف على الرمح. وله مسرحيّة بعنوان بطاقة دخول إلى خيمة 1973 ورواية الأيام الطويلة 1978. 

## وفاته
توفي عبد الأمير معلة عام 1997. إثر جلطة في المخ عن عمر ناهز 58 عاماً.

## من أعماله
- ديوان: أين ورد الصباح
- ديوان: السيف والرقبة
- ديوان: بيان الكبرياء
- ديوان: حبات البرد
- ديوان: عزف على الرمح
- ديوان: عيون الرهبان
- رواية: الايام الطويلة
- مسرحية: بطاقة دخول إلى الخيمة
- دراسة: الفن والانحياز الثوري